# Revaz Gigineisjvili
Revaz Gigineisjvili (født 19. marts 1982 i Tbilisi i Sovjetunionen) er en russisk filminstruktør og manuskriptforfatter.

## Filmografi
- Zjara (Жара, 2006)[1][2]
- Ljubov s aktsentom (Любовь с акцентом, 2012)
- Bez granits (Без границ, 2015)
- Zalozjniki (Заложники, 2017)
- Pro ljubov. Tolko dlja vzroslykh (Про любовь. Только для взрослых, 2017)
- Trezvyj voditel (Трезвый водитель, 2019)